# Corymbia pedimontana
Corymbia pedimontana är en myrtenväxtart som beskrevs av Lawrence Alexander Sidney Johnson. Corymbia pedimontana ingår i släktet Corymbia och familjen myrtenväxter. Inga underarter finns listade i Catalogue of Life.